# Tomáš Štítný ze Štítného

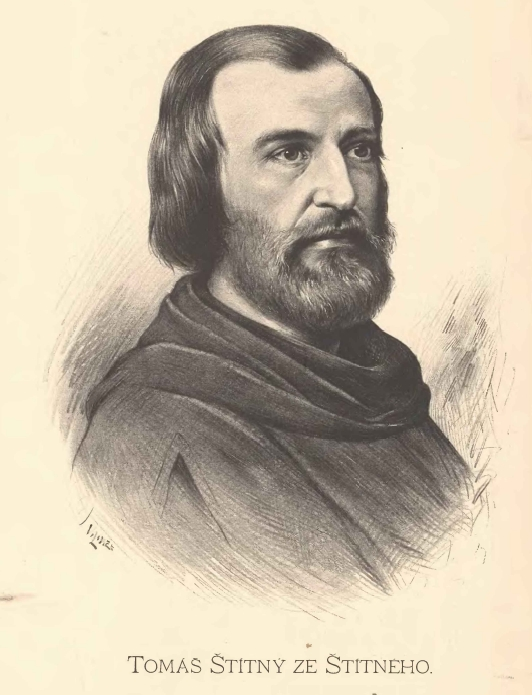
Tomáš Štítný ze Štítného

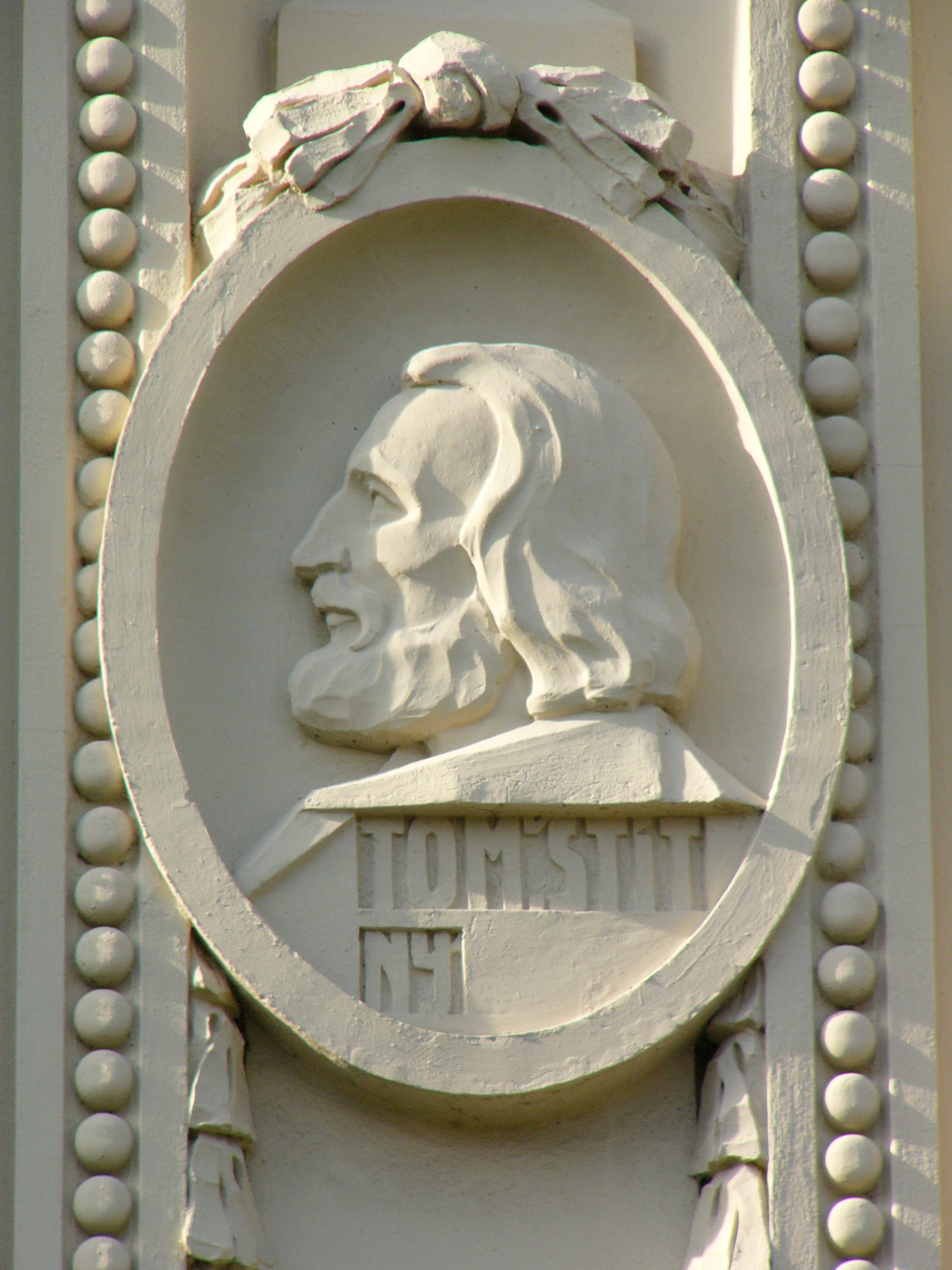
Relevo de Tomáš Štítný ze Štítného, em Prostějov

Tomáš Štítný ze Štítného (Štítné, 1333 – Praga, entre 1401 e 1409) foi um nobre, escritor, teólogo, tradutor e pregador checo.